# Боровица (приток Воронежа)
Борови́ца (ранее, согласно Российскому атласу 1792 года, река Боровая) — небольшая река в Усманском районе Липецкой области. Левый приток реки Воронежа. Длина — 28 км. Площадь водосборного бассейна — 153 км².
Начинается в деревне Аксай. Впадает в Воронеж напротив села Курино. В полных водах начинается от села Боровое.
В нижнем течении река протекает по территории Куликовского лесного массива.

## Правила рыболовства
Согласно правилам рыболовства, для Азово-Черноморского рыбохозяйственного бассейна с 20 апреля по 31 июля на территории Липецкой области в реках донского бассейна запрещён вылов (добыча) рыбы на любые снасти. В этот период рыбалка разрешена только в стоячих водоёмах (прудах, карьерах).

Администрация Липецкой области 22 апреля 2008 года после массовых обращений жителей области разрешила лов рыбы на удочку с одним крючком с берега при соблюдении всех прочих правил рыболовства. Однако, уже к 1 маю того же года выступило с опровержением собственного разрешения. Таким образом правила рыболовства для Азово-Черноморского рыбохозяйственного бассейна продолжают действовать в полной мере для реки Боровица, а вылов рыб любыми снастями в указанные сроки запрещён.

Кроме того, в период с 1 января по 31 мая — запрещён вылов (добыча) пресноводного рака.
В период с 15 ноября по 31 марта запрещена добыча (вылов) всех видов водных биоресурсов на зимовальных ямах реки Боровица.
Кроме того, запрещён вылов рыб в шлюзовых каналах и на расстоянии менее 500 м у плотин, мостов, паромных переправ.
Запрещены для добычи (вылова) в любые сроки и на любые снасти осетровые виды рыб, миноги, вырезуб.
Запрещена ловля рака руками (вброд или нырянием). Запрещена ловля рака размером менее 9 см, а также икряных самок любых размеров. Разрешена ловля рака раколовками в количестве не более пяти штук на пользователя с диаметром каждой раколовки не более 80 см.
Правилами рыболовства определены минимальные размеры водных биоресурсов, допустимых к вылову.
Запрещается добыча (вылов) водных биоресурсов, имеющих в свежем виде длину меньше указанной в таблице:
| Наименование водных биоресурсов | Минимальная длина, см |
| ------------------------------- | --------------------- |
| Судак                           | 38                    |
| Сом                             | 60                    |
| Сазан                           | 30                    |
| Карп                            | 24                    |
| Тарань                          | 16                    |
| Рыбец                           | 22                    |
| Синец                           | 24                    |
| Белый амур                      | 45                    |
| Лещ                             | 24                    |
| Форель                          | 15                    |
| Усач                            | 20                    |
| Подуст                          | 15                    |
| Берш                            | 25                    |
| Жерех                           | 35                    |
| Толстолобик                     | 50                    |
| Чехонь                          | 24                    |
| Голавль                         | 28                    |
| Линь                            | 17                    |
| Щука                            | 30                    |
| Язь                             | 26                    |
| Окунь                           | 15                    |
| Рак пресноводный                | 9                     |

Промысловый размер водных биоресурсов определяется в свежем виде:
- у рыб — путём измерения длины от вершины рыла (при закрытом рте) до основания средних лучей хвостового плавника;
- у ракообразных — путём измерения тела от линии, соединяющей середину глаз, до окончания хвостовых пластин.

Добытые (выловленные) водные биоресурсы, имеющие длину меньше указанной в таблице, подлежат немедленному выпуску в естественную среду обитания с наименьшими повреждениями.